# Fuerzas Armadas de Azerbaiyán
Las Fuerzas Armadas de Azerbaiyán (en azerí: Azərbaycan Silahlı Qüvvələri) fueron creadas el 9 de octubre de 1991 por decisión del Soviét Superior después del restablecimiento de la independencia de Azerbaiyán.

## Historia

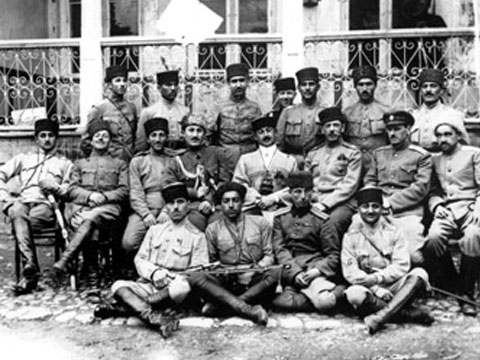
Las Fuerzas Armadas de la RDA, 1918-1920

### La República Democrática de Azerbaiyán
El 28 de mayo de 1918 cuando se creó la República Democrática de Azerbaiyán en esta no existía ejército nacional. Con la decisión del gobierno de la República el 26 de junio de 1918 fue creado primera unidad militar - las Fuerzas Armadas de Azerbaiyán bajo el mando del general Samad bey Mehmandarov. Esta decisión fue primera base normativa para la creación del ejército de un gobierno democrático en el mundo musulmán del Oriente.
El 28 de abril de 1920 el ejército nacional de Azerbaiyán fue abolido por el gobierno de bolcheviques.

### La República Soviética Socialista de Azerbaiyán
Después de la caída del gobierno de la República Democrática de Azerbaiyán fue creado la RSS de Azerbaiyán. Según la decisión del Comité Revolucionario de la RSS de Azerbaiyán del 28 de abril de 1920 fue creado el Comisariado popular para asuntos marítimos y militares de la RSS de Azerbaiyán. De los destacamentos de la Guardia Roja fue formado el Ejército Rojo Azerbaiyano y el ejército anterior de la RDA pasó a ser parte del Ejército Rojo Azerbaiyano. En el mayo fue formada la primera división unida azerbaiyano. El 29 de octubre de 1920 el Ejército Rojo Azerbaiyano pasó a llamarse la división de montaña de fusileros.

### La Segunda Guerra Mundial
Durante la Segunda Guerra Mundial Azerbaiyán desempeñó un gran papel en la política energética de la Unión Soviética. La mayor parte del petróleo de la Unión Soviética al frente oriental suministraba de Bakú. Entre 1941 y 1945, un quinto de todos los azerbaiyanos pelearon en la Segunda Guerra Mundial.Con el comienzo de la guerra en Azerbaiyán fueron formados 87 batallones de aviación de caza, 1124 destacamentos voluntarios, las divisiones de fusileros 77, 223, 396, 402, 416. Unos de los principales lugares de batalla de los soldados de la RSS de Azerbaiyán fueron los combates de la Fortaleza de Brest, la defensa de Leningrado, la defensa de Moscú, la batalla de Stalingrado, etc. Más de 130 de azerbaiyanos fueron condecorados con el título honorario de Héroe de la Unión Soviética, 30 de los recibieron la orden de Gloria, 170 mil soldados y oficiales de Azerbaiyán - las medallas y órdenes de la URSS. Azi Aslanov fue condecorado dos veces con el título honorario de Héroe de la Unión Soviética, los Héroes de la Unión Soviética, Israfil Mammadov, Aslan Vezirov, Adil Guliyev, Ziya Buniyatov, Geray Asadov, Melik Maguerramov, Mejdi Guseynov, generales Majmud Abilov, Akim Abbasov, Tarlan Aliarbekov, Gadzhibala Zeynalovdesempeñañ un gran papel en la victoria.

### La República de Azerbaiyán
Después del restablecimiento de la independencia de Azerbaiyán, el 9 de octubre fue declarado la decisión del Soviét Superior sobre el formación de las Fuerzas Armadas de la República de Azerbaiyán, según la que durante tres meses se debe crear las Fuerzas Armadas. La estructura de las Fuerzas Armadas de la República consta de 3 ramas: Fuerza Aérea, Ejército y Armada. Además de estas hay varios institución gubernamentales paramilitares, que pueden intervenir en la defensa, de ser necesario: Fuerzas Internas de Azerbaiyán, Servicio Nacional de Fronteras de Azerbaiyán y la Guardia Nacional.

## Los efectivos de las Fuerzas Armadas

### El Ejército
|                               |                               |                               |                               |                               |                               |  |  |                                    |                                    |                                    |                                    |                                    |                                    |  |  |                                |                                |                                |                                | Ejército de la República de Azerbaiyán |                                |  |  |                             |                             |                             |                             |                             |                             |  |  |                                   |                                   |                                   |                                   |                                   |                                   |  |  |                       |                       |                       |                       |                       |                       |  |  |  |  |  |  |  |  |  |  |  |  |  |  |  |  |  |  |  |  |  |  |  |  |  |  |  |  |  |  |  |  |  |  |  |  |  |  |
|                               |                               |                               |                               |                               |                               |  |  |                                    |                                    |                                    |                                    |                                    |                                    |  |  |                                |                                |                                |                                |                                        |                                |  |  |                             |                             |                             |                             |                             |                             |  |  |                                   |                                   |                                   |                                   |                                   |                                   |  |  |                       |                       |                       |                       |                       |                       |  |  |  |  |  |  |  |  |  |  |  |  |  |  |  |  |  |  |  |  |  |  |  |  |  |  |  |  |  |  |  |  |  |  |  |  |  |  |
|                               |                               |                               |                               |                               |                               |  |  |                                    |                                    |                                    |                                    |                                    |                                    |  |  |                                |                                |                                |                                |                                        |                                |  |  |                             |                             |                             |                             |                             |                             |  |  |                                   |                                   |                                   |                                   |                                   |                                   |  |  |                       |                       |                       |                       |                       |                       |  |  |  |  |  |  |  |  |  |  |  |  |  |  |  |  |  |  |  |  |  |  |  |  |  |  |  |  |  |  |  |  |  |  |  |  |  |  |
| 1 cuerpo de ejército (Evlakh) | 1 cuerpo de ejército (Evlakh) | 1 cuerpo de ejército (Evlakh) | 1 cuerpo de ejército (Evlakh) | 1 cuerpo de ejército (Evlakh) | 1 cuerpo de ejército (Evlakh) |  |  | 2 cuerpo de ejército (Pirekeshkul) | 2 cuerpo de ejército (Pirekeshkul) | 2 cuerpo de ejército (Pirekeshkul) | 2 cuerpo de ejército (Pirekeshkul) | 2 cuerpo de ejército (Pirekeshkul) | 2 cuerpo de ejército (Pirekeshkul) |  |  | 3 cuerpo de ejército (Shamkir) | 3 cuerpo de ejército (Shamkir) | 3 cuerpo de ejército (Shamkir) | 3 cuerpo de ejército (Shamkir) | 3 cuerpo de ejército (Shamkir)         | 3 cuerpo de ejército (Shamkir) |  |  | 4 cuerpo de ejército (Bakú) | 4 cuerpo de ejército (Bakú) | 4 cuerpo de ejército (Bakú) | 4 cuerpo de ejército (Bakú) | 4 cuerpo de ejército (Bakú) | 4 cuerpo de ejército (Bakú) |  |  | 5 cuerpo de ejército (Najichevan) | 5 cuerpo de ejército (Najichevan) | 5 cuerpo de ejército (Najichevan) | 5 cuerpo de ejército (Najichevan) | 5 cuerpo de ejército (Najichevan) | 5 cuerpo de ejército (Najichevan) |  |  | Brigada de artillería | Brigada de artillería | Brigada de artillería | Brigada de artillería | Brigada de artillería | Brigada de artillería |  |  |  |  |  |  |  |  |  |  |  |  |  |  |  |  |  |  |  |  |  |  |  |  |  |  |  |  |  |  |  |  |  |  |  |  |  |  |
| 1 cuerpo de ejército (Evlakh) | 1 cuerpo de ejército (Evlakh) | 1 cuerpo de ejército (Evlakh) | 1 cuerpo de ejército (Evlakh) | 1 cuerpo de ejército (Evlakh) | 1 cuerpo de ejército (Evlakh) |  |  | 2 cuerpo de ejército (Pirekeshkul) | 2 cuerpo de ejército (Pirekeshkul) | 2 cuerpo de ejército (Pirekeshkul) | 2 cuerpo de ejército (Pirekeshkul) | 2 cuerpo de ejército (Pirekeshkul) | 2 cuerpo de ejército (Pirekeshkul) |  |  | 3 cuerpo de ejército (Shamkir) | 3 cuerpo de ejército (Shamkir) | 3 cuerpo de ejército (Shamkir) | 3 cuerpo de ejército (Shamkir) | 3 cuerpo de ejército (Shamkir)         | 3 cuerpo de ejército (Shamkir) |  |  | 4 cuerpo de ejército (Bakú) | 4 cuerpo de ejército (Bakú) | 4 cuerpo de ejército (Bakú) | 4 cuerpo de ejército (Bakú) | 4 cuerpo de ejército (Bakú) | 4 cuerpo de ejército (Bakú) |  |  | 5 cuerpo de ejército (Najichevan) | 5 cuerpo de ejército (Najichevan) | 5 cuerpo de ejército (Najichevan) | 5 cuerpo de ejército (Najichevan) | 5 cuerpo de ejército (Najichevan) | 5 cuerpo de ejército (Najichevan) |  |  | Brigada de artillería | Brigada de artillería | Brigada de artillería | Brigada de artillería | Brigada de artillería | Brigada de artillería |  |  |  |  |  |  |  |  |  |  |  |  |  |  |  |  |  |  |  |  |  |  |  |  |  |  |  |  |  |  |  |  |  |  |  |  |  |  |
| 1 brigada móvil               | 1 brigada móvil               | 1 brigada móvil               | 1 brigada móvil               | 1 brigada móvil               | 1 brigada móvil               |  |  | 2 brigada móvil                    | 2 brigada móvil                    | 2 brigada móvil                    | 2 brigada móvil                    | 2 brigada móvil                    | 2 brigada móvil                    |  |  | 7 brigada móvil                | 7 brigada móvil                | 7 brigada móvil                | 7 brigada móvil                | 7 brigada móvil                        | 7 brigada móvil                |  |  | brigada móvil (Zeynalabdin) | brigada móvil (Zeynalabdin) | brigada móvil (Zeynalabdin) | brigada móvil (Zeynalabdin) | brigada móvil (Zeynalabdin) | brigada móvil (Zeynalabdin) |  |  | brigada móvil (Najichevan)        | brigada móvil (Najichevan)        | brigada móvil (Najichevan)        | brigada móvil (Najichevan)        | brigada móvil (Najichevan)        | brigada móvil (Najichevan)        |  |  | Brigada RSZO          | Brigada RSZO          | Brigada RSZO          | Brigada RSZO          | Brigada RSZO          | Brigada RSZO          |  |  |  |  |  |  |  |  |  |  |  |  |  |  |  |  |  |  |  |  |  |  |  |  |  |  |  |  |  |  |  |  |  |  |  |  |  |  |
| 1 brigada móvil               | 1 brigada móvil               | 1 brigada móvil               | 1 brigada móvil               | 1 brigada móvil               | 1 brigada móvil               |  |  | 2 brigada móvil                    | 2 brigada móvil                    | 2 brigada móvil                    | 2 brigada móvil                    | 2 brigada móvil                    | 2 brigada móvil                    |  |  | 7 brigada móvil                | 7 brigada móvil                | 7 brigada móvil                | 7 brigada móvil                | 7 brigada móvil                        | 7 brigada móvil                |  |  | brigada móvil (Zeynalabdin) | brigada móvil (Zeynalabdin) | brigada móvil (Zeynalabdin) | brigada móvil (Zeynalabdin) | brigada móvil (Zeynalabdin) | brigada móvil (Zeynalabdin) |  |  | brigada móvil (Najichevan)        | brigada móvil (Najichevan)        | brigada móvil (Najichevan)        | brigada móvil (Najichevan)        | brigada móvil (Najichevan)        | brigada móvil (Najichevan)        |  |  | Brigada RSZO          | Brigada RSZO          | Brigada RSZO          | Brigada RSZO          | Brigada RSZO          | Brigada RSZO          |  |  |  |  |  |  |  |  |  |  |  |  |  |  |  |  |  |  |  |  |  |  |  |  |  |  |  |  |  |  |  |  |  |  |  |  |  |  |
| 3 brigada móvil               | 3 brigada móvil               | 3 brigada móvil               | 3 brigada móvil               | 3 brigada móvil               | 3 brigada móvil               |  |  | 4 brigada móvil                    | 4 brigada móvil                    | 4 brigada móvil                    | 4 brigada móvil                    | 4 brigada móvil                    | 4 brigada móvil                    |  |  | 11 brigada móvil               | 11 brigada móvil               | 11 brigada móvil               | 11 brigada móvil               | 11 brigada móvil                       | 11 brigada móvil               |  |  | brigada móvil (Qusar)       | brigada móvil (Qusar)       | brigada móvil (Qusar)       | brigada móvil (Qusar)       | brigada móvil (Qusar)       | brigada móvil (Qusar)       |  |  | brigada móvil                     | brigada móvil                     | brigada móvil                     | brigada móvil                     | brigada móvil                     | brigada móvil                     |  |  | brigada antitanque    | brigada antitanque    | brigada antitanque    | brigada antitanque    | brigada antitanque    | brigada antitanque    |  |  |  |  |  |  |  |  |  |  |  |  |  |  |  |  |  |  |  |  |  |  |  |  |  |  |  |  |  |  |  |  |  |  |  |  |  |  |
| 3 brigada móvil               | 3 brigada móvil               | 3 brigada móvil               | 3 brigada móvil               | 3 brigada móvil               | 3 brigada móvil               |  |  | 4 brigada móvil                    | 4 brigada móvil                    | 4 brigada móvil                    | 4 brigada móvil                    | 4 brigada móvil                    | 4 brigada móvil                    |  |  | 11 brigada móvil               | 11 brigada móvil               | 11 brigada móvil               | 11 brigada móvil               | 11 brigada móvil                       | 11 brigada móvil               |  |  | brigada móvil (Qusar)       | brigada móvil (Qusar)       | brigada móvil (Qusar)       | brigada móvil (Qusar)       | brigada móvil (Qusar)       | brigada móvil (Qusar)       |  |  | brigada móvil                     | brigada móvil                     | brigada móvil                     | brigada móvil                     | brigada móvil                     | brigada móvil                     |  |  | brigada antitanque    | brigada antitanque    | brigada antitanque    | brigada antitanque    | brigada antitanque    | brigada antitanque    |  |  |  |  |  |  |  |  |  |  |  |  |  |  |  |  |  |  |  |  |  |  |  |  |  |  |  |  |  |  |  |  |  |  |  |  |  |  |
| 9 brigada móvil               | 9 brigada móvil               | 9 brigada móvil               | 9 brigada móvil               | 9 brigada móvil               | 9 brigada móvil               |  |  | 6 brigada móvil                    | 6 brigada móvil                    | 6 brigada móvil                    | 6 brigada móvil                    | 6 brigada móvil                    | 6 brigada móvil                    |  |  | 12 brigada móvil               | 12 brigada móvil               | 12 brigada móvil               | 12 brigada móvil               | 12 brigada móvil                       | 12 brigada móvil               |  |  | brigada móvil               | brigada móvil               | brigada móvil               | brigada móvil               | brigada móvil               | brigada móvil               |  |  | brigada móvil                     | brigada móvil                     | brigada móvil                     | brigada móvil                     | brigada móvil                     | brigada móvil                     |  |  |                       |                       |                       |                       |                       |                       |  |  |  |  |  |  |  |  |  |  |  |  |  |  |  |  |  |  |  |  |  |  |  |  |  |  |  |  |  |  |  |  |  |  |  |  |  |  |
| 9 brigada móvil               | 9 brigada móvil               | 9 brigada móvil               | 9 brigada móvil               | 9 brigada móvil               | 9 brigada móvil               |  |  | 6 brigada móvil                    | 6 brigada móvil                    | 6 brigada móvil                    | 6 brigada móvil                    | 6 brigada móvil                    | 6 brigada móvil                    |  |  | 12 brigada móvil               | 12 brigada móvil               | 12 brigada móvil               | 12 brigada móvil               | 12 brigada móvil                       | 12 brigada móvil               |  |  | brigada móvil               | brigada móvil               | brigada móvil               | brigada móvil               | brigada móvil               | brigada móvil               |  |  | brigada móvil                     | brigada móvil                     | brigada móvil                     | brigada móvil                     | brigada móvil                     | brigada móvil                     |  |  |                       |                       |                       |                       |                       |                       |  |  |  |  |  |  |  |  |  |  |  |  |  |  |  |  |  |  |  |  |  |  |  |  |  |  |  |  |  |  |  |  |  |  |  |  |  |  |
| 10 brigada móvil              | 10 brigada móvil              | 10 brigada móvil              | 10 brigada móvil              | 10 brigada móvil              | 10 brigada móvil              |  |  | 8 brigada móvil                    | 8 brigada móvil                    | 8 brigada móvil                    | 8 brigada móvil                    | 8 brigada móvil                    | 8 brigada móvil                    |  |  | 16 brigada móvil               | 16 brigada móvil               | 16 brigada móvil               | 16 brigada móvil               | 16 brigada móvil                       | 16 brigada móvil               |  |  |                             |                             |                             |                             |                             |                             |  |  |                                   |                                   |                                   |                                   |                                   |                                   |  |  |                       |                       |                       |                       |                       |                       |  |  |  |  |  |  |  |  |  |  |  |  |  |  |  |  |  |  |  |  |  |  |  |  |  |  |  |  |  |  |  |  |  |  |  |  |  |  |
| 10 brigada móvil              | 10 brigada móvil              | 10 brigada móvil              | 10 brigada móvil              | 10 brigada móvil              | 10 brigada móvil              |  |  | 8 brigada móvil                    | 8 brigada móvil                    | 8 brigada móvil                    | 8 brigada móvil                    | 8 brigada móvil                    | 8 brigada móvil                    |  |  | 16 brigada móvil               | 16 brigada móvil               | 16 brigada móvil               | 16 brigada móvil               | 16 brigada móvil                       | 16 brigada móvil               |  |  |                             |                             |                             |                             |                             |                             |  |  |                                   |                                   |                                   |                                   |                                   |                                   |  |  |                       |                       |                       |                       |                       |                       |  |  |  |  |  |  |  |  |  |  |  |  |  |  |  |  |  |  |  |  |  |  |  |  |  |  |  |  |  |  |  |  |  |  |  |  |  |  |
| 15 brigada móvil              | 15 brigada móvil              | 15 brigada móvil              | 15 brigada móvil              | 15 brigada móvil              | 15 brigada móvil              |  |  | 18 brigada móvil                   | 18 brigada móvil                   | 18 brigada móvil                   | 18 brigada móvil                   | 18 brigada móvil                   | 18 brigada móvil                   |  |  | 19 brigada móvil               | 19 brigada móvil               | 19 brigada móvil               | 19 brigada móvil               | 19 brigada móvil                       | 19 brigada móvil               |  |  |                             |                             |                             |                             |                             |                             |  |  |                                   |                                   |                                   |                                   |                                   |                                   |  |  |                       |                       |                       |                       |                       |                       |  |  |  |  |  |  |  |  |  |  |  |  |  |  |  |  |  |  |  |  |  |  |  |  |  |  |  |  |  |  |  |  |  |  |  |  |  |  |
| 15 brigada móvil              | 15 brigada móvil              | 15 brigada móvil              | 15 brigada móvil              | 15 brigada móvil              | 15 brigada móvil              |  |  | 18 brigada móvil                   | 18 brigada móvil                   | 18 brigada móvil                   | 18 brigada móvil                   | 18 brigada móvil                   | 18 brigada móvil                   |  |  | 19 brigada móvil               | 19 brigada móvil               | 19 brigada móvil               | 19 brigada móvil               | 19 brigada móvil                       | 19 brigada móvil               |  |  |                             |                             |                             |                             |                             |                             |  |  |                                   |                                   |                                   |                                   |                                   |                                   |  |  |                       |                       |                       |                       |                       |                       |  |  |  |  |  |  |  |  |  |  |  |  |  |  |  |  |  |  |  |  |  |  |  |  |  |  |  |  |  |  |  |  |  |  |  |  |  |  |
| 17 brigada móvil              |                               |                               |                               |                               |                               |  |  |                                    |                                    |                                    |                                    |                                    |                                    |  |  |                                |                                |                                |                                |                                        |                                |  |  |                             |                             |                             |                             |                             |                             |  |  |                                   |                                   |                                   |                                   |                                   |                                   |  |  |                       |                       |                       |                       |                       |                       |  |  |  |  |  |  |  |  |  |  |  |  |  |  |  |  |  |  |  |  |  |  |  |  |  |  |  |  |  |  |  |  |  |  |  |  |  |  |

## La cooperación internacional
Azerbaiyán coopera con alrededor de 60 países en el ámbito técnico militar y tiene un acuerdo sobre cooperación técnica militar con más de 30 países.

### Turquía
En diciembre de 2009 las partes de Turquía y Azerbaiyán firmaron un acuerdo sobre asistencia militar. El acuerdo prevé que Ankara suministre a Azerbaiyán armas, equipo militar y, en caso necesario, soldados en caso de reanudar la guerra de Karabakh con Armenia.
Desde 1992, Azerbaiyán y Turquía firmaron más de 100 protocolos militares, algunos de los principales protocolos incluyen: la cooperación de los miembros, cooperación de seguridad nacional en el área topográfica, formación y entrenamiento de fuerzas en Bakú Realización del material y compras técnicas Cooperación de la industria militar Desarrollo del 5º Cuerpo de Ejército también conocido como Nakhchivan Army Corps en Nakhchivan [72] Cooperación en el área de historia militar, archivos militares y trabajos de museos y, publicaciones militares, cooperación económica y militar, etc.

### Rusia
Rusia es el principal proveedor de armas en Azerbaiyán. En 2013 durante la encuentra con Vladímir Putin, Ilham Aliyev dijo:
"Hoy en día la cooperación técnico-militar con Rusia se estima en 4 mil millones de dólares y se observa una tendencia para aumentar aún más...".

### OTAN
En 2005, la OTAN y Azerbaiyán elaboraron el primer plan individual de la asociación y en marzo de 2008, se firmó el segundo actualizado plan individual de la asociación.
Las fuerzas armadas de Azerbaiyán reforman según de los estándares de la OTAN. También Azerbaiyán apoya a OTAN en la realización de las operaciones realizadas en Afganistán desde 2008, y en Kosovo.

## Día de las Fuerzas Armadas
El 22 de mayo de 1998 por la orden del presidente Heydar Aliyev la fecha de 26 de junio se declaró el Día de Fuerzas Armadas.
El 26 de junio de 2011, en Bakú, fueron celebrados los desfiles militares con motivo del Día de las Fuerzas Armadas y del 20 aniversario del restablecimiento de la independencia.

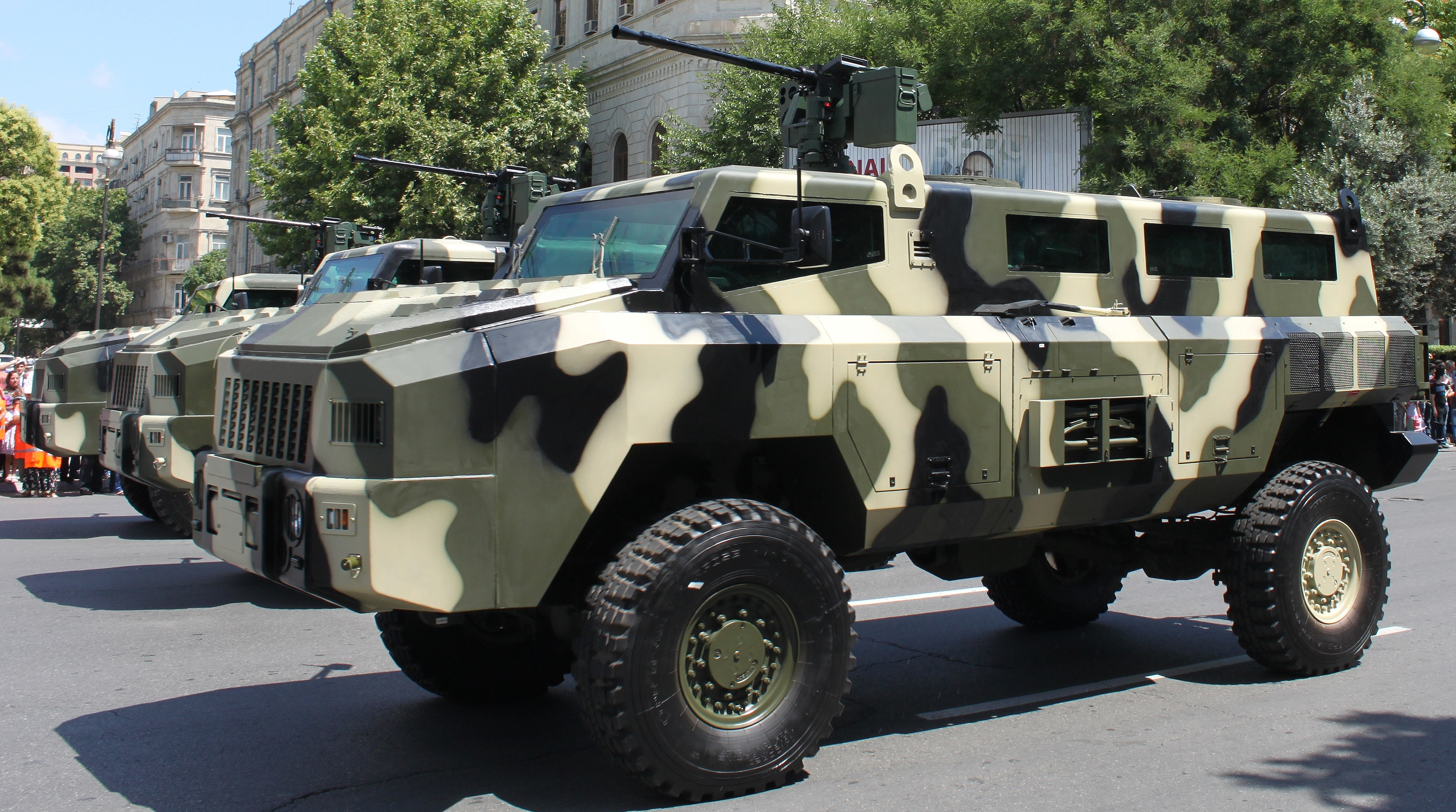
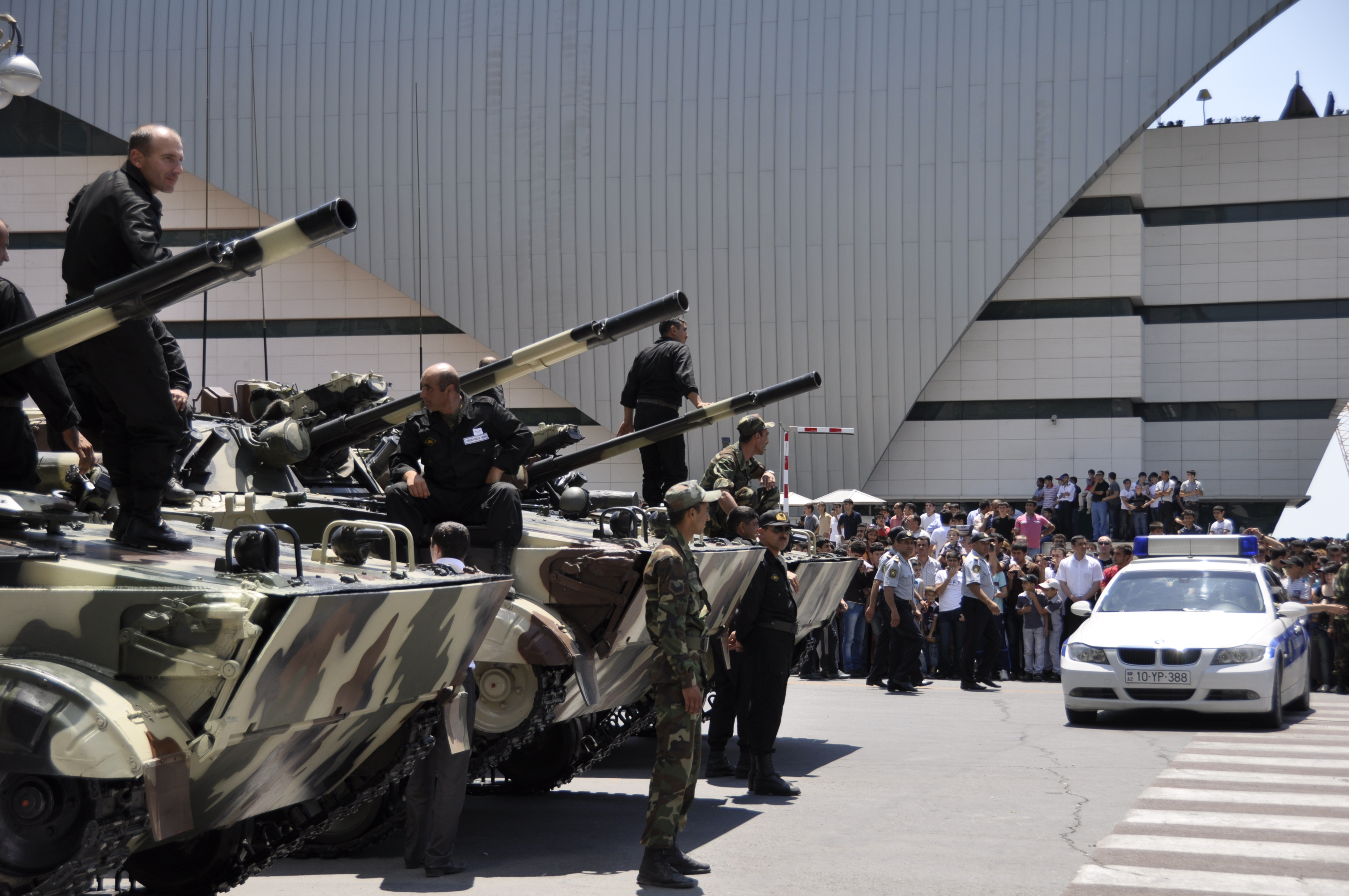
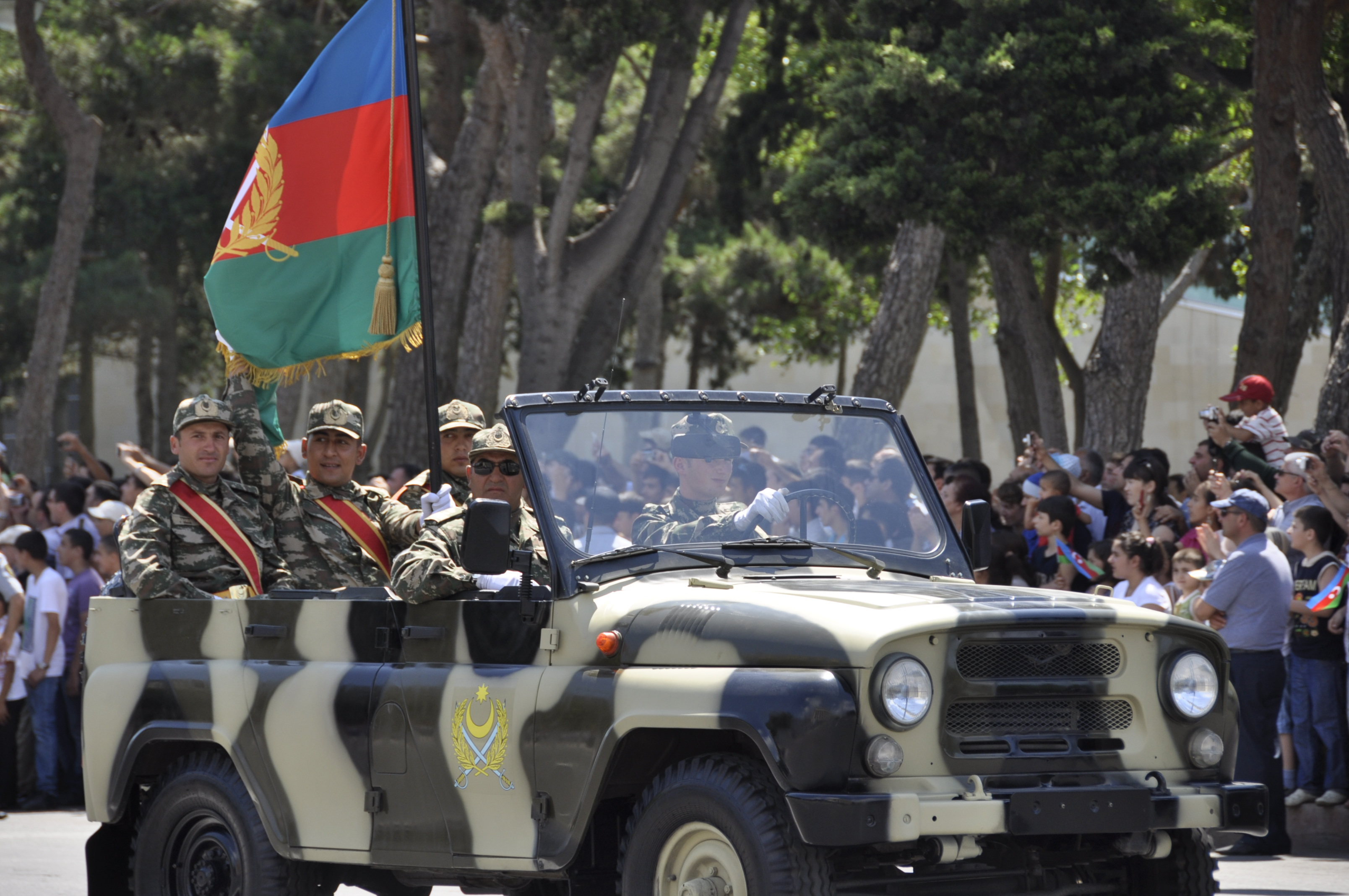
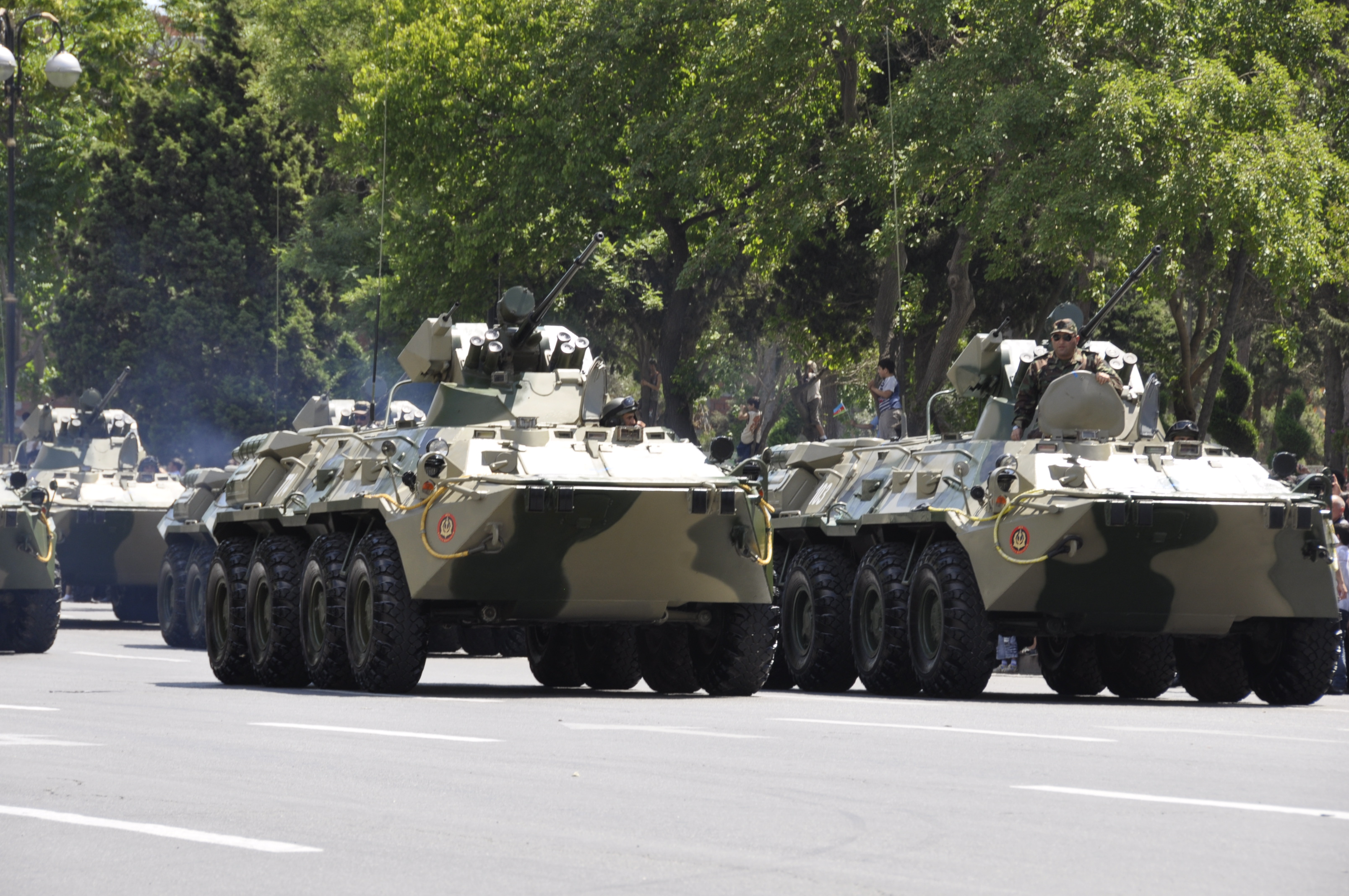
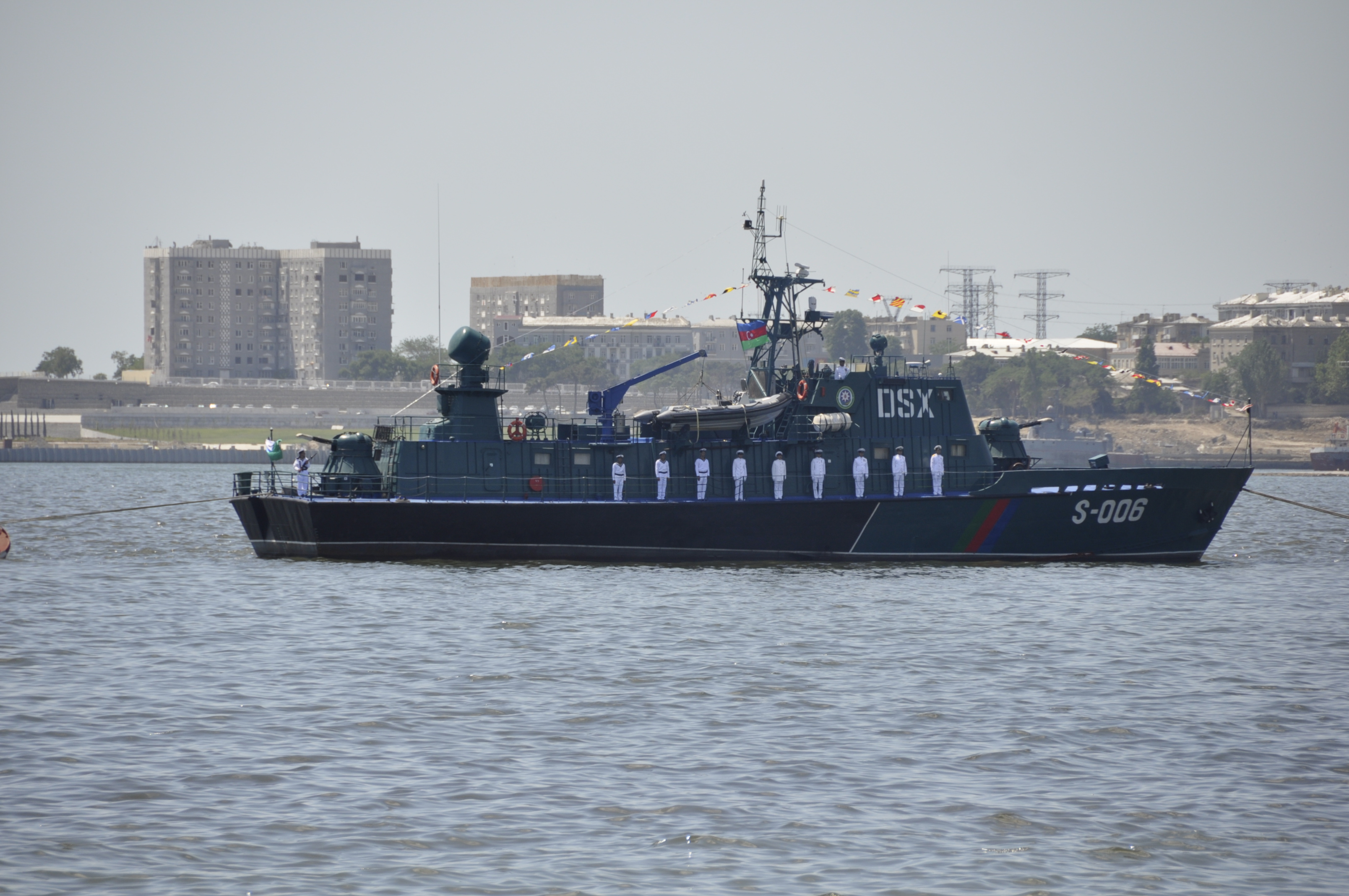
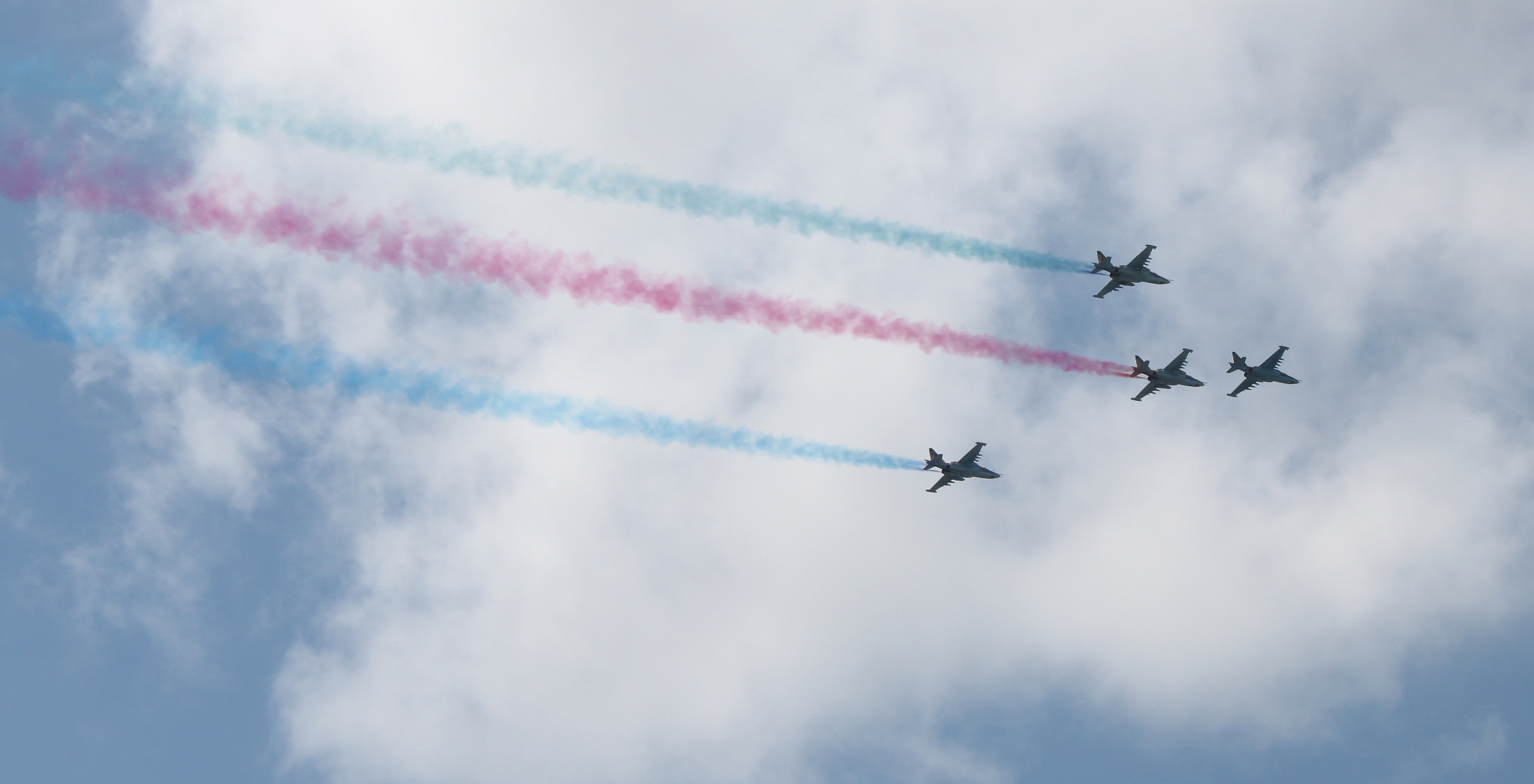

El 26 de junio de 2013 con motivo del 95 aniversario de las Fuerzas Armadas de Azerbaiyán, en Bakú fueron celebrados los desfiles militares.

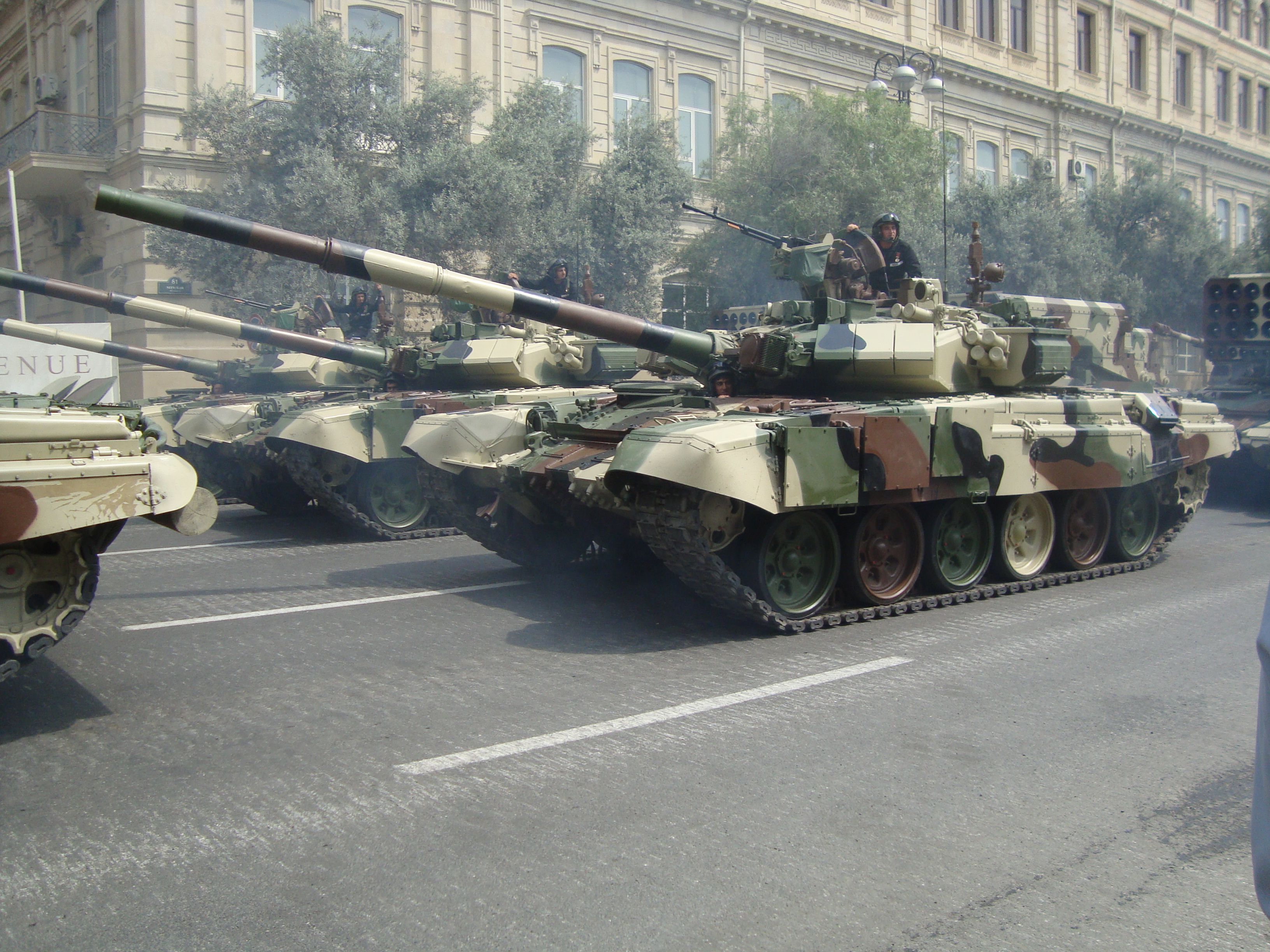
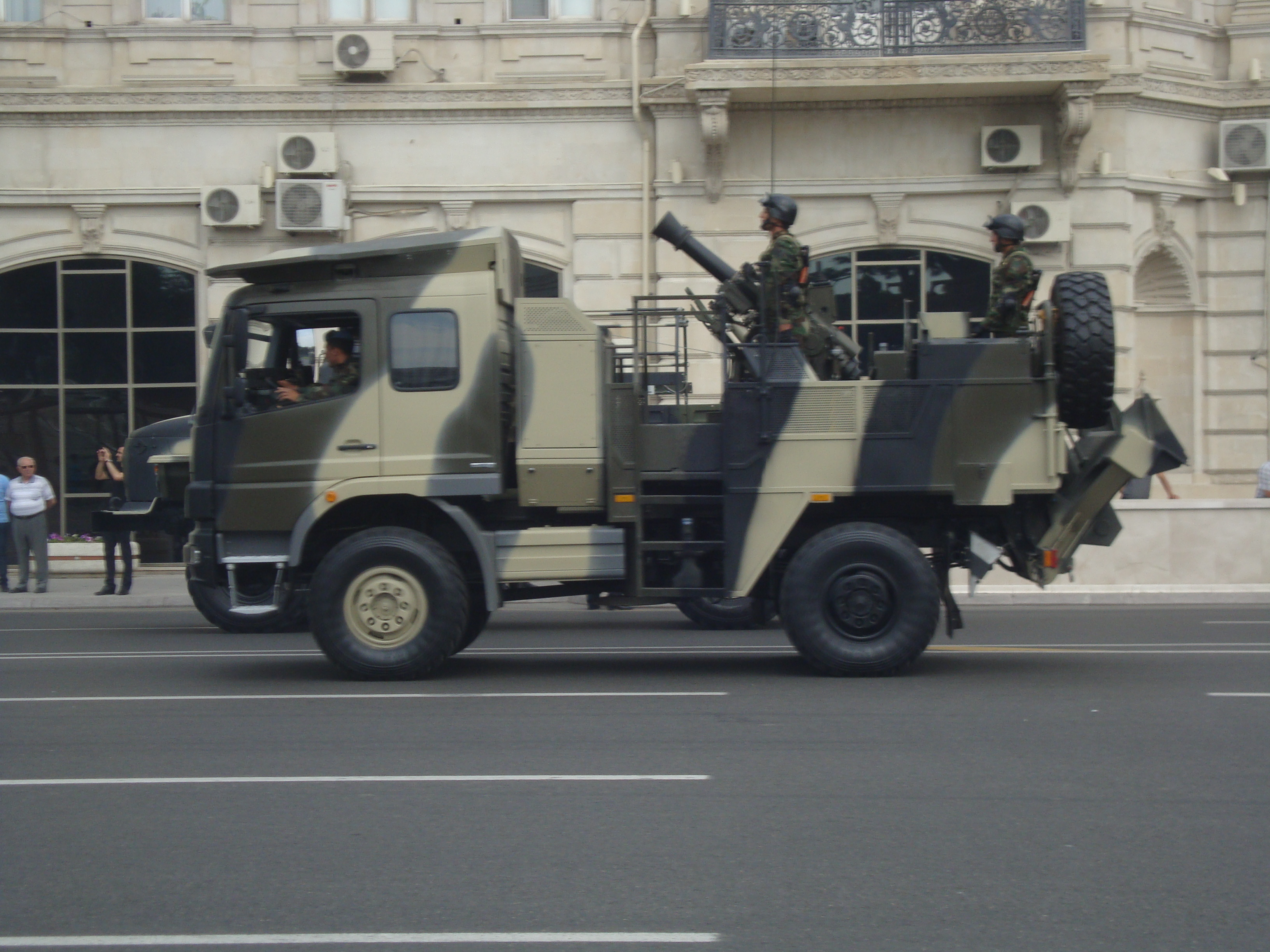
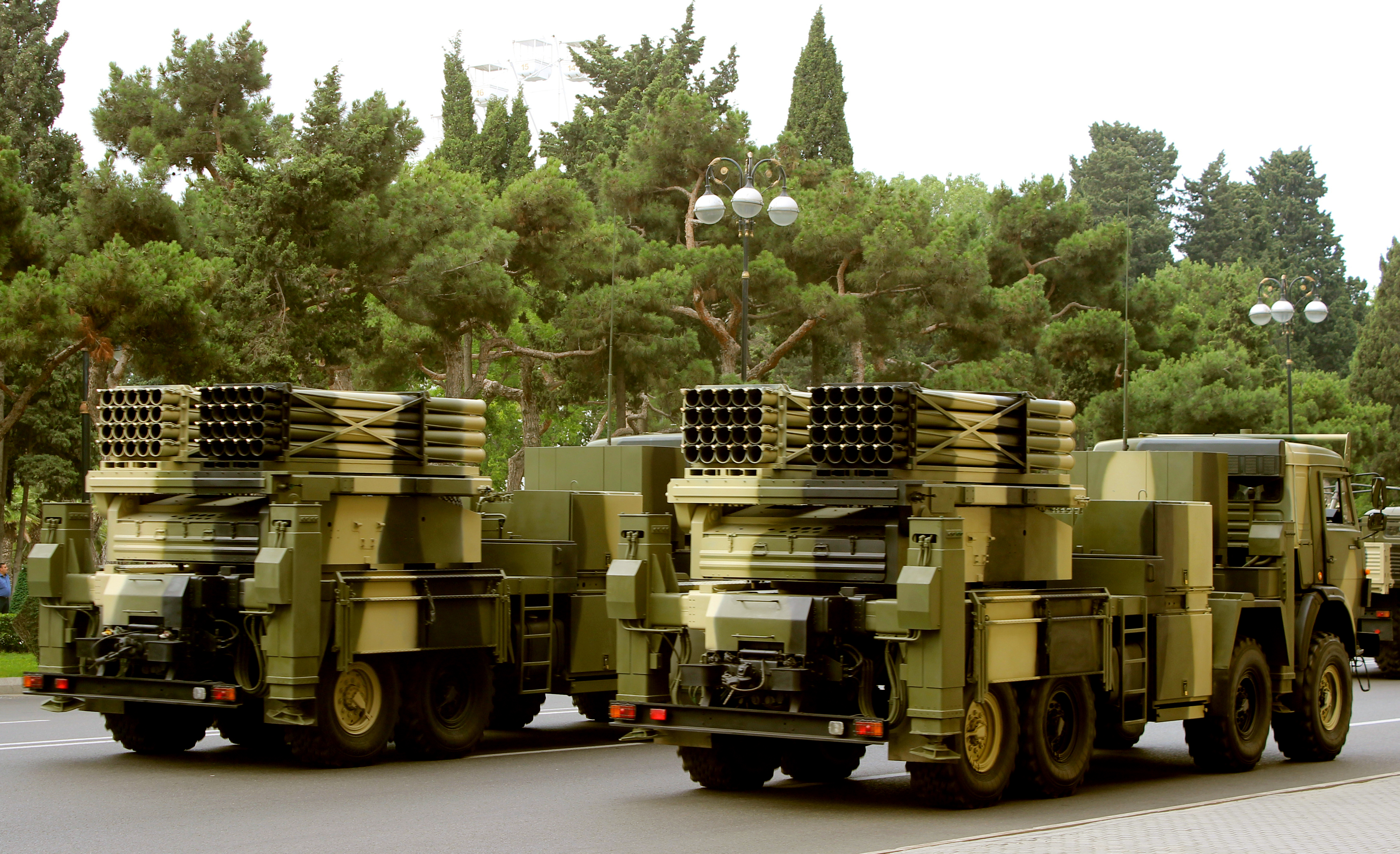
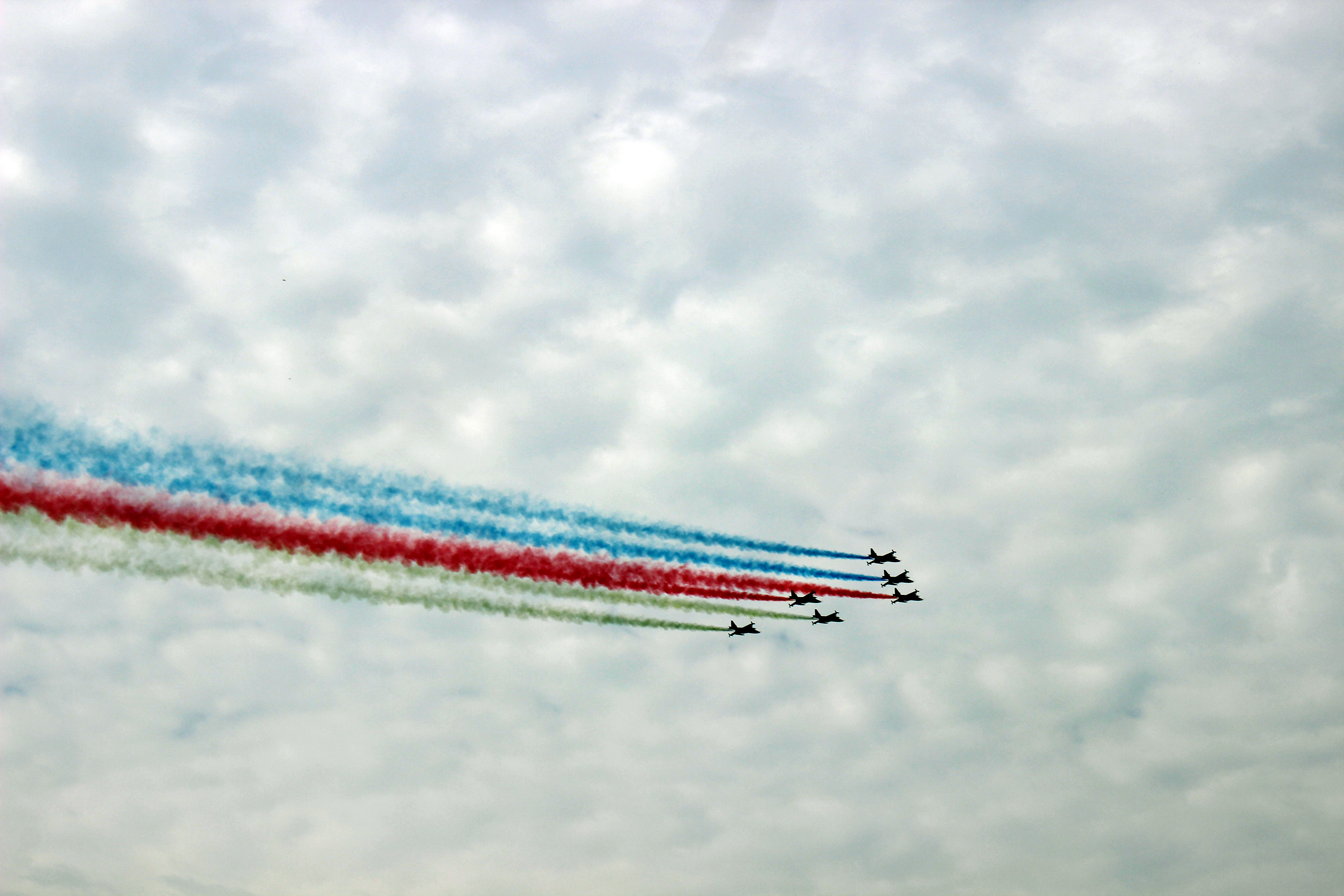

El 26 de junio de 2018 en Bakú fue celebrado el desfile militar con motivo de 100 aniversario de la creación de la República Democrática de Azerbaiyán y de las Fuerzas Armadas de Azerbaiyán.

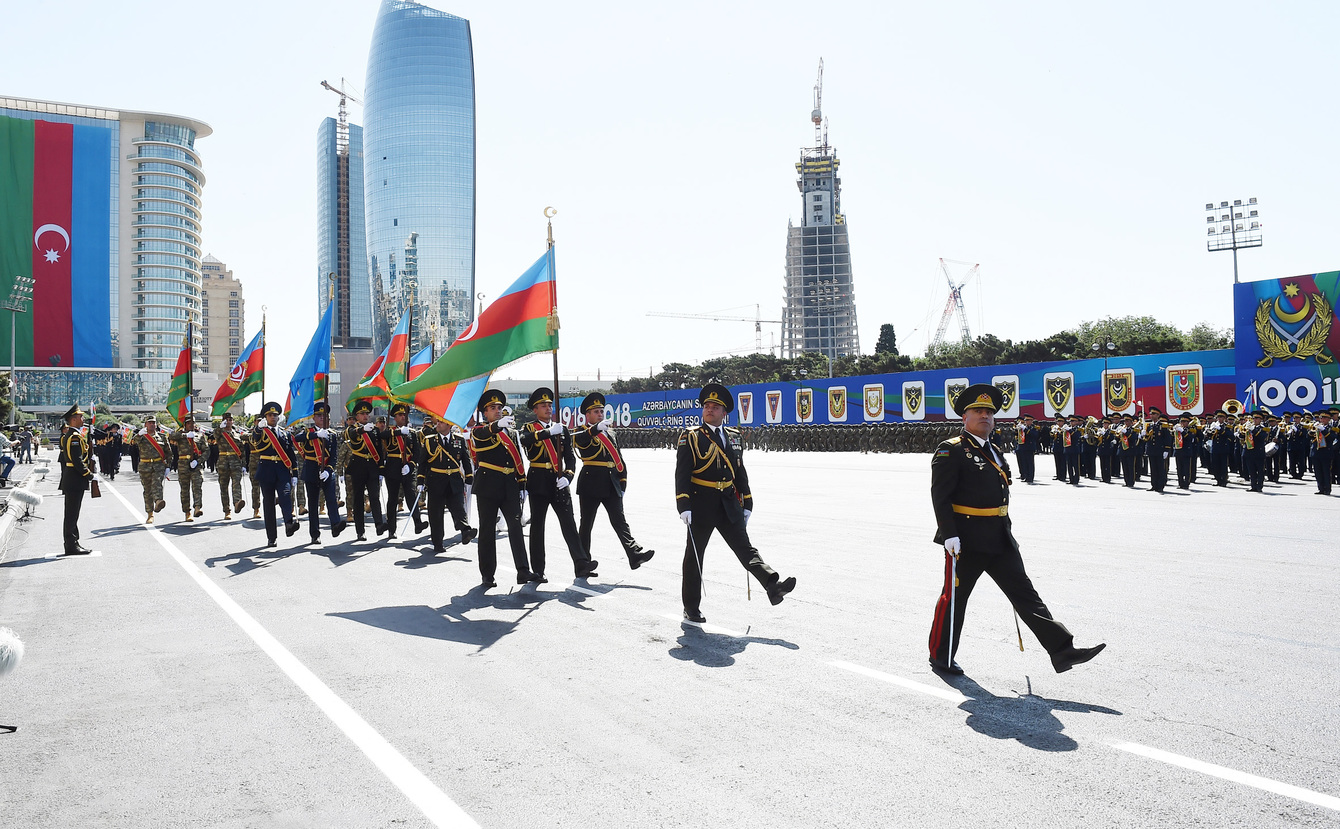
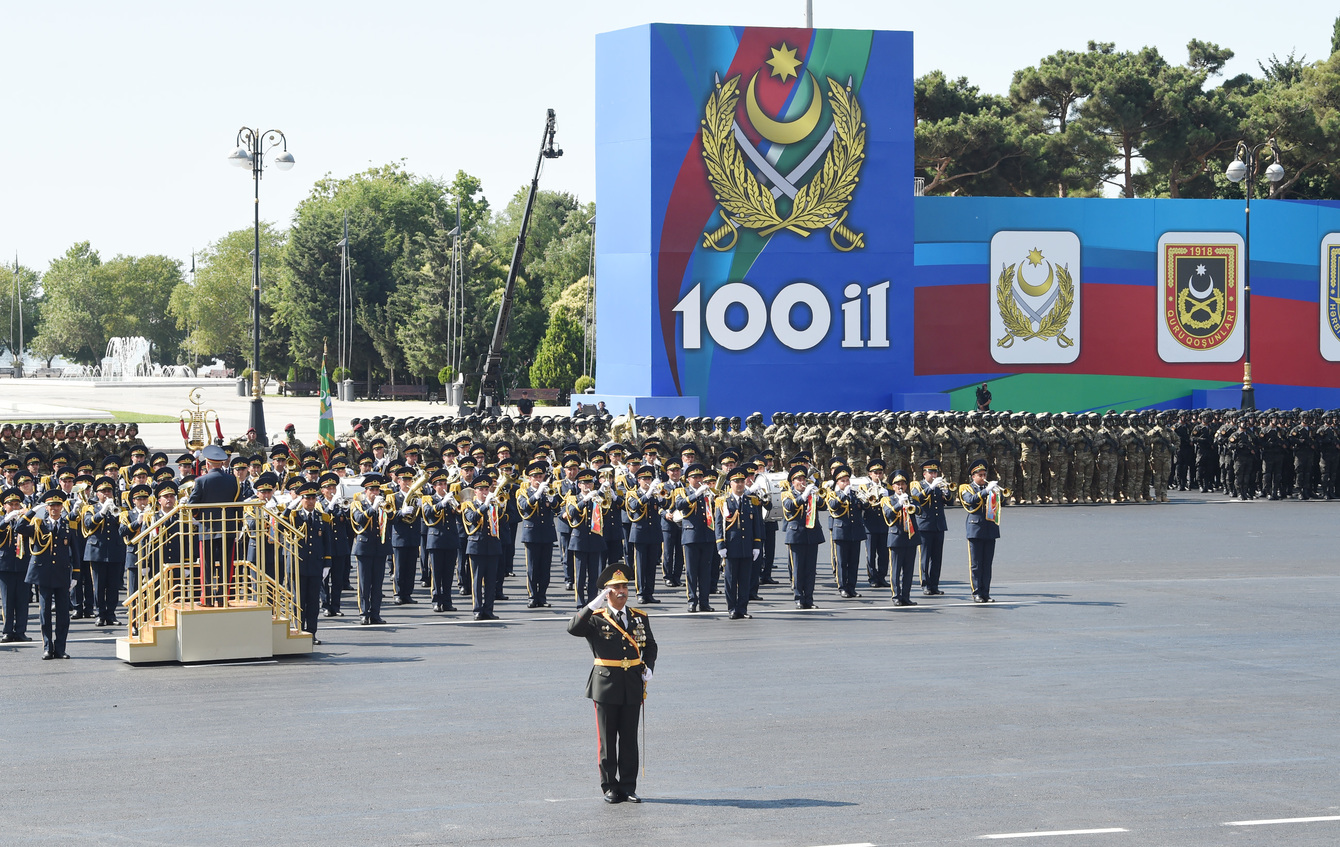
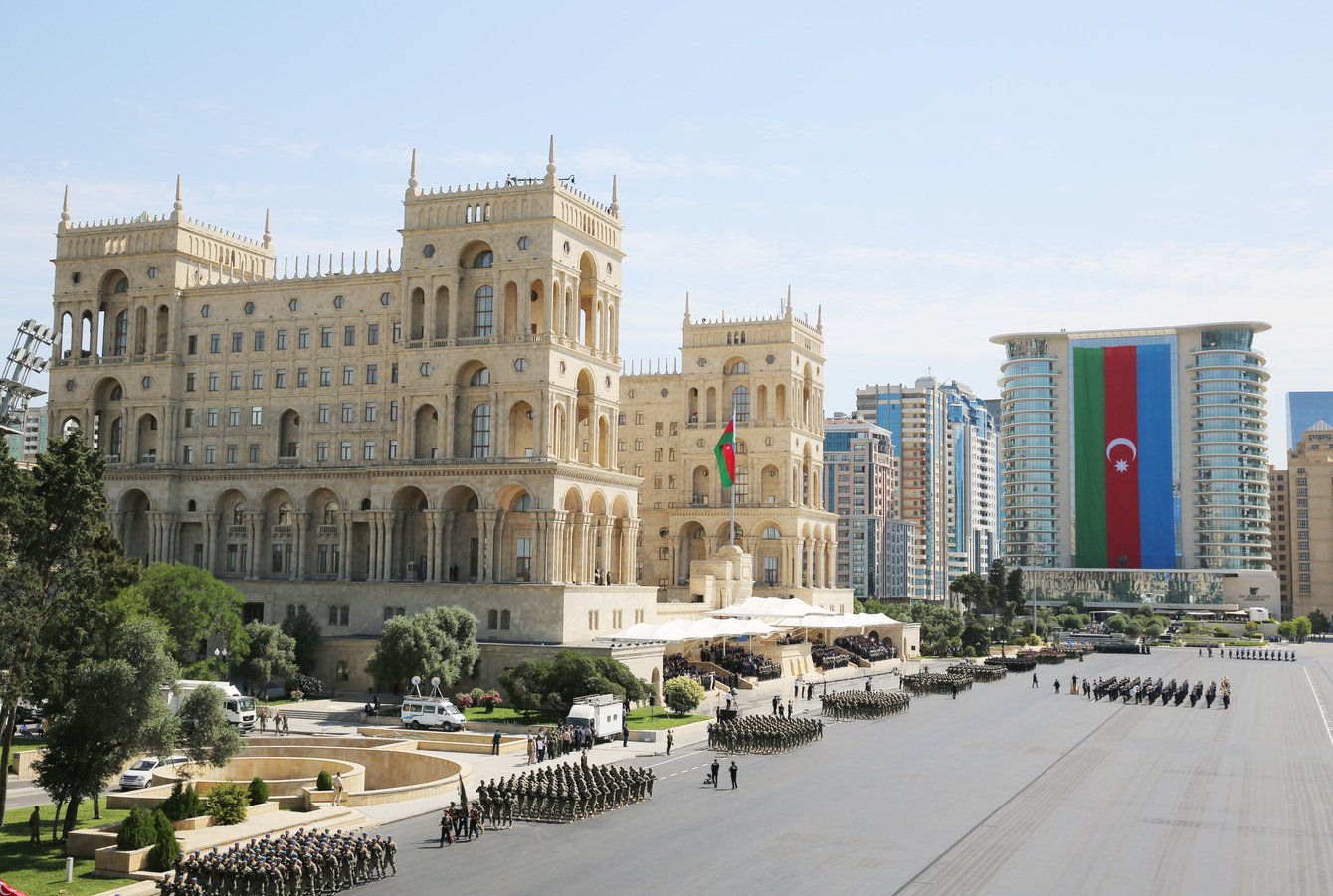
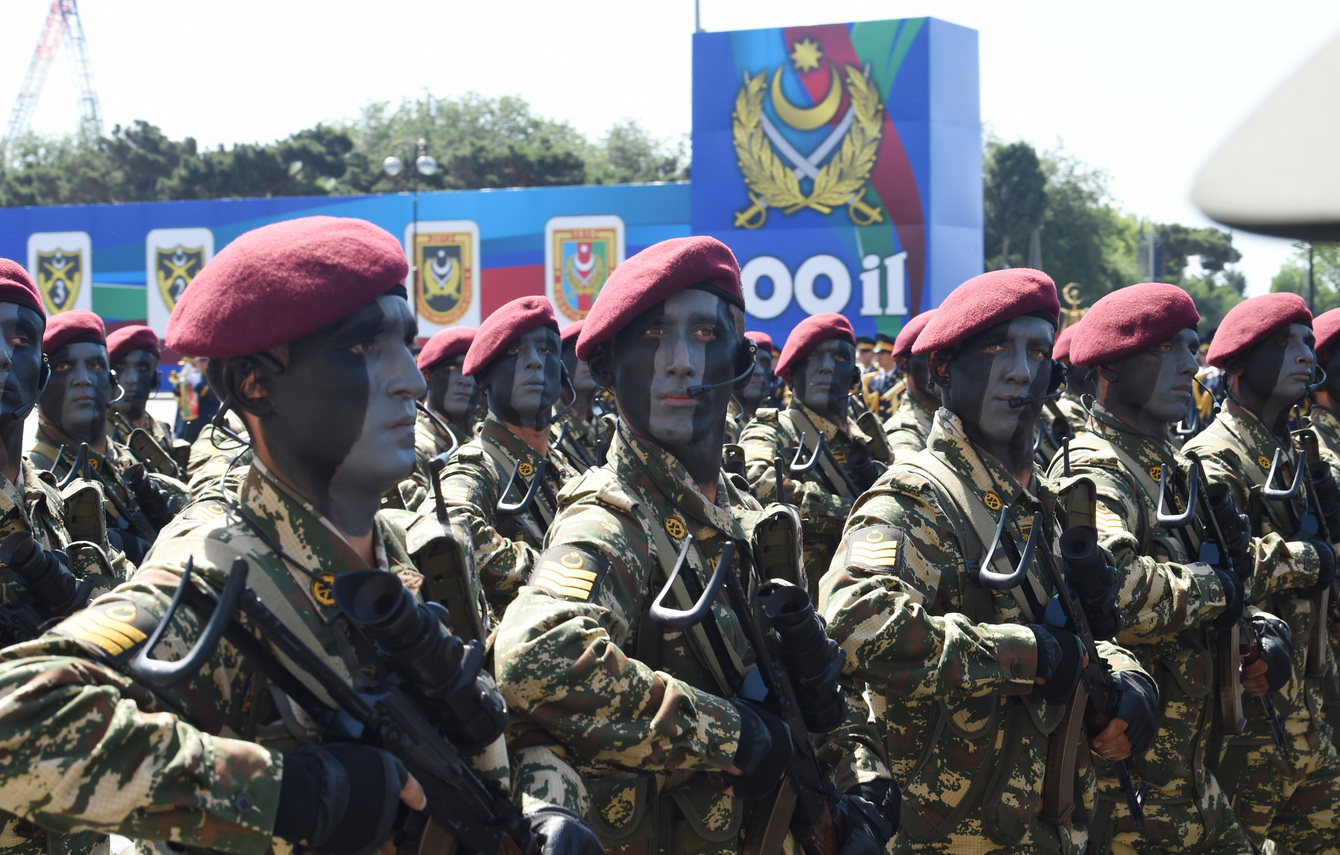
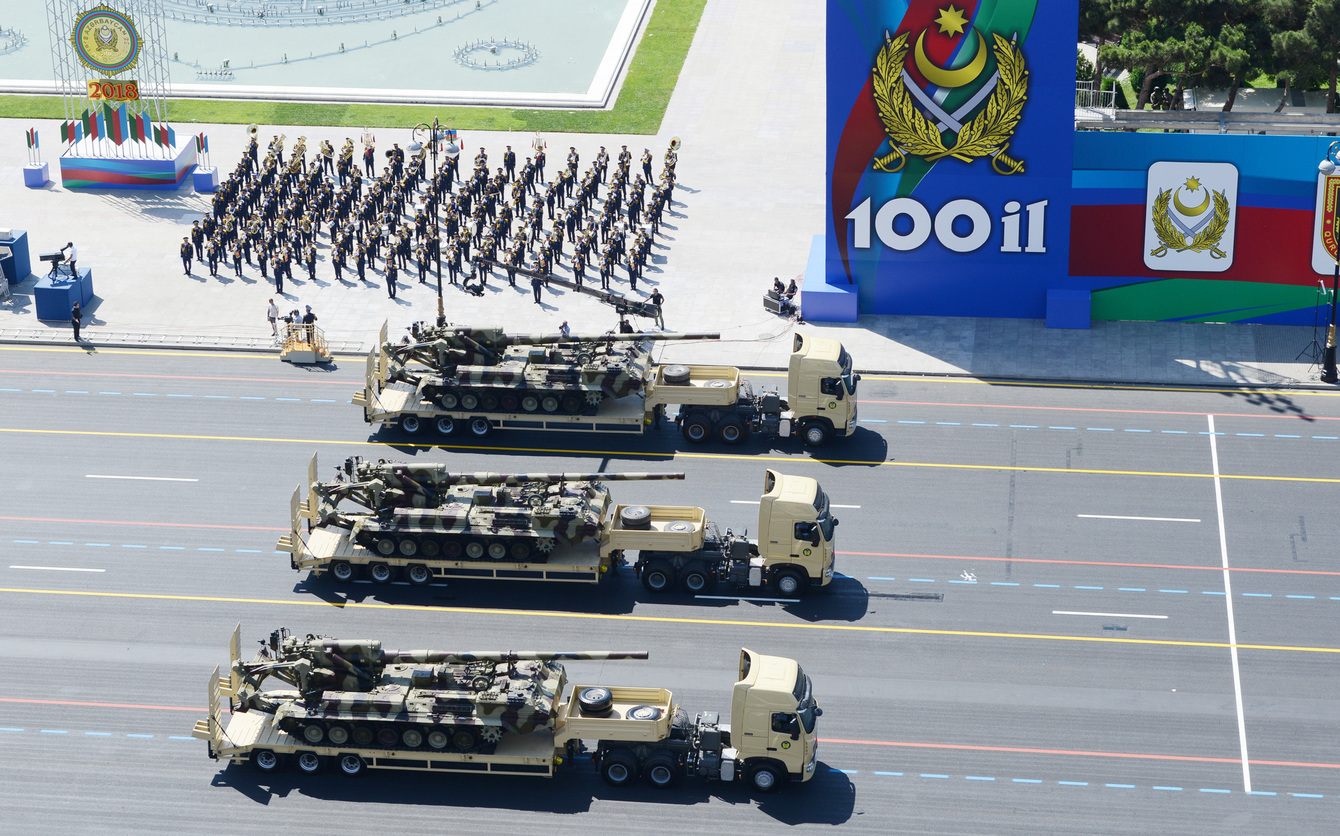
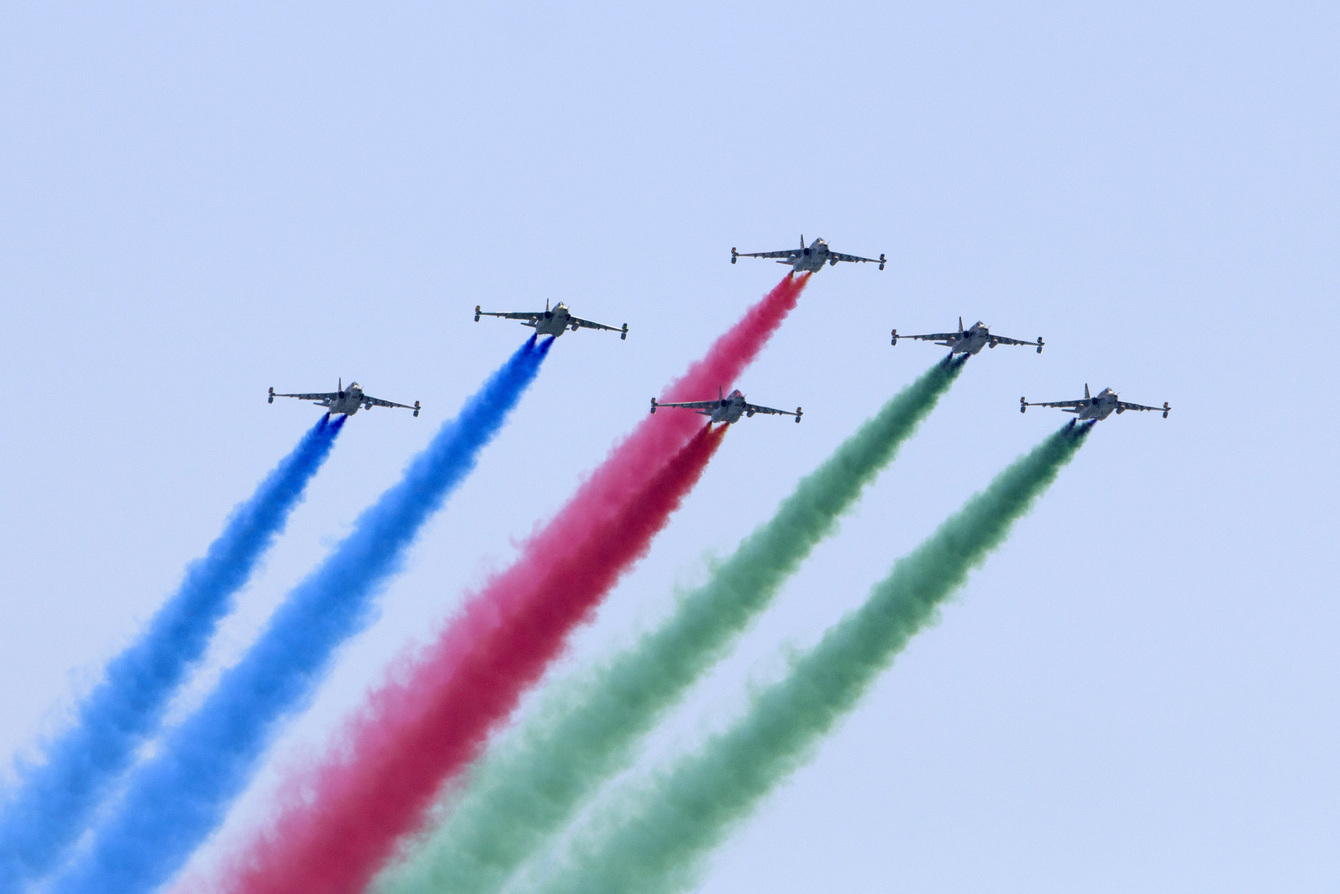